# HD 164402
HD 164402，又名BD-22 4503，SAO 186135、HR 6716，是一颗恒星，视星等为5.77，位于銀經7.16，銀緯-0.03，其B1900.0坐标为赤經17h 55m 50.8s，赤緯-22° -0.03′ 39″。